# Wiesenrauten-Muschelblümchen
Das Wiesenrauten-Muschelblümchen (Isopyrum thalictroides) ist eine Pflanzenart aus der Gattung Muschelblümchen (Isopyrum) und der Familie der Hahnenfußgewächse (Ranunculaceae). Sie ist die einzige in Europa heimische Art der Gattung der Muschelblümchen (Isopyrum).

## Beschreibung
Das Wiesenrauten-Muschelblümchen ist eine mehrjährige, krautige Pflanze. Es ist ein Geophyt mit einem kriechenden Rhizom. Die Wuchshöhe beträgt zehn bis 30 Zentimeter. Die ein bis drei Grundblätter sind lang gestielt und doppelt dreizählig, die Stängelblätter sind ungestielt.
Der Blütenstand ist eine foliose (beblätterte) Traube. Die unteren Deckblätter sind ganz bis unregelmäßig dreilappig, oberseits kahl, unterseits flaumig behaart.
Die Blüten sitzen einzeln in den Blattachseln der Deckblätter, der Blütenstiel ist ein bis zwei Zentimeter lang. Sie sind flach schüsselförmig. Die fünf Perigonblätter (Nr. 1 in der Illustration aus Thomés Flora von Deutschland, Österreich und der Schweiz, 1885) sind weiß, rund einen Zentimeter lang und hinfällig. Die fünf (bis sechs) Nektarblätter (Nr. 2) sind ein bis zwei Millimeter lang, weiß und muschelförmig,  was dieser Pflanzenart ihren Namen gebracht hat. Die Staubblätter sind zahlreich und kürzer als die Perigonblätter. Es sind meist zwei Fruchtblätter vorhanden. Blütezeit ist März bis Mai. Die Balgfrüchte (Nr. 3) sind einschließlich des drei bis vier Millimeter langen Schnabels bis ein Zentimeter lang.
Die Art ist diploid, sie hat die Chromosomenzahl 2n = 14.

## Verbreitung
Das Wiesenrauten-Muschelblümchen ist nur in Europa heimisch. Es kommt in West- und in Osteuropa vor, fehlt aber im westlichen Mitteleuropa. In Westeuropa kommt es südwestlich der Linie Belfort – Calais bis zu den Pyrenäen vor, fehlt aber im mediterranen Südfrankreich. Im Osten kommt es östlich der Linie Verona – Danzig bis etwa zur Linie Odessa – Petersburg vor, sowie in Südosteuropa (ohne Griechenland und Albanien). Zwischen diesen Arealblöcken gibt es einige kleine Vorkommen in Mittel- und Norditalien sowie auf Korsika. Das Areal ist also disjunkt.
Die Art ist in Deutschland nicht heimisch und in der Schweiz sehr selten (Genf, Waadt), wo sie geschützt ist und auf der Roten Liste geführt wird. In Österreich fehlt die Art in Vorarlberg, Tirol und Salzburg. In den Alpen und im nördlichen Alpenvorland gilt sie als gefährdet.

### Standortbeschreibung
Das Wiesenrauten-Muschelblümchen wächst in frischen bis feuchten Laubwäldern, besonders in Eichen-Hainbuchenwäldern und in Auwäldern. Es ist wärmeliebend und kommt in der collinen und submontanen Höhenstufe vor.
Die ökologischen Zeigerwerte nach Landolt & al. 2010 sind in der Schweiz: Feuchtezahl F = 3+ (feucht), Lichtzahl L = 2 (schattig), Reaktionszahl R = 4 (neutral bis basisch), Temperaturzahl T = 4+ (warm-kollin), Nährstoffzahl N = 3 (mäßig nährstoffarm bis mäßig nährstoffreich), Kontinentalitätszahl K = 4 (subkontinental).

## Bilder

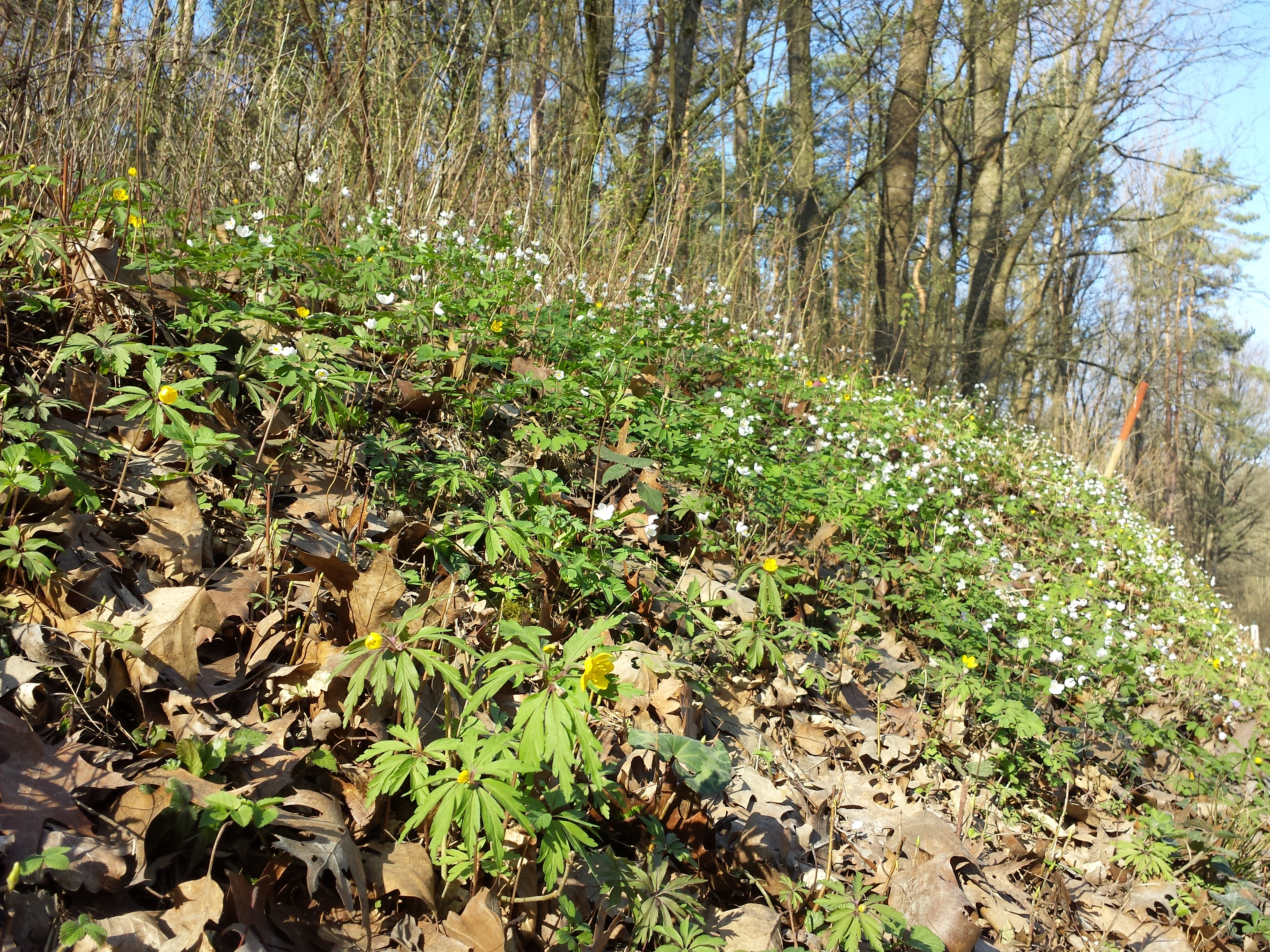
Habitat in Niederösterreich (gemeinsam mit Anemone ranunculoides)
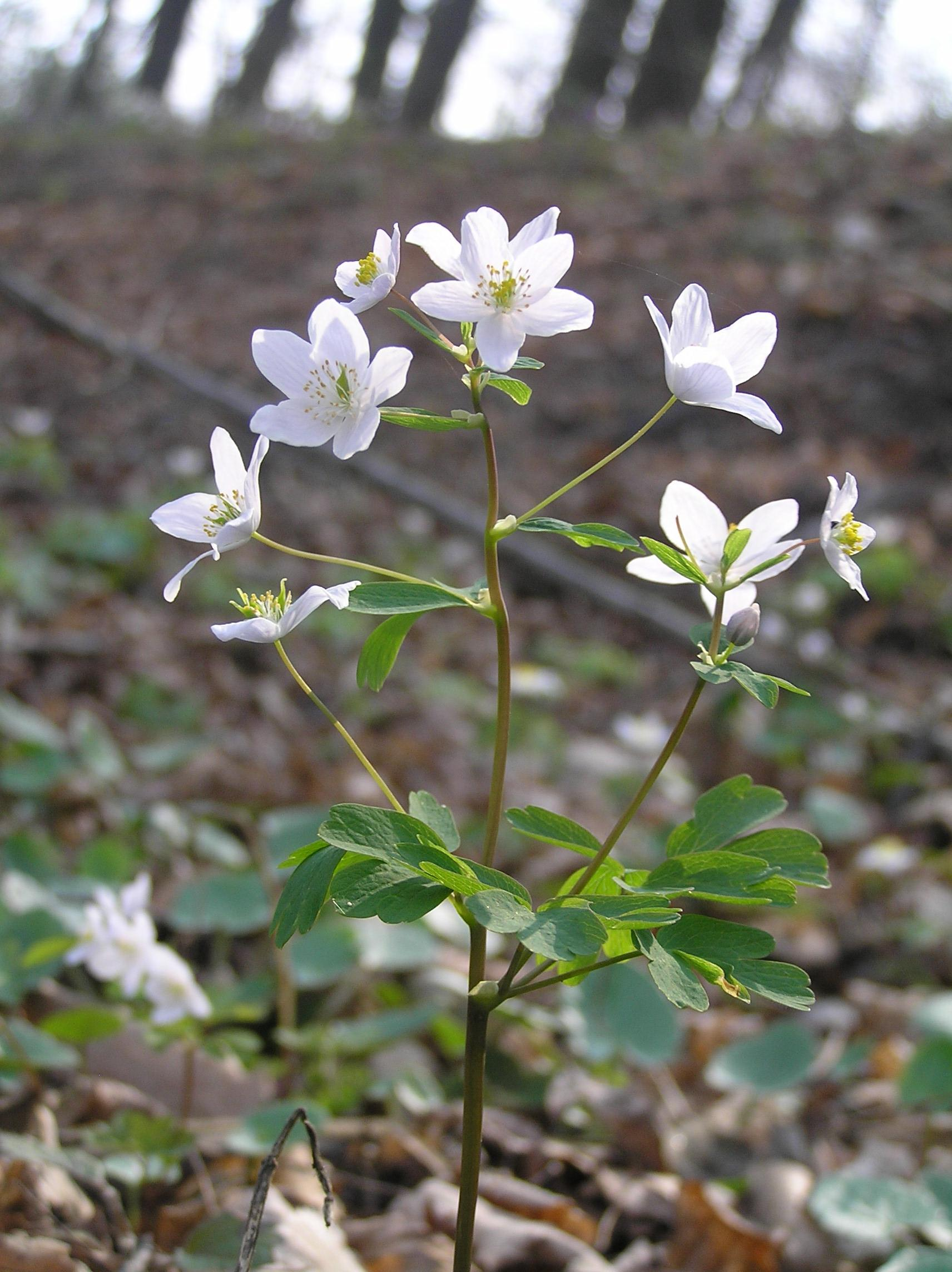
Habitus und Blüten des Wiesenrauten-Muschelblümchens
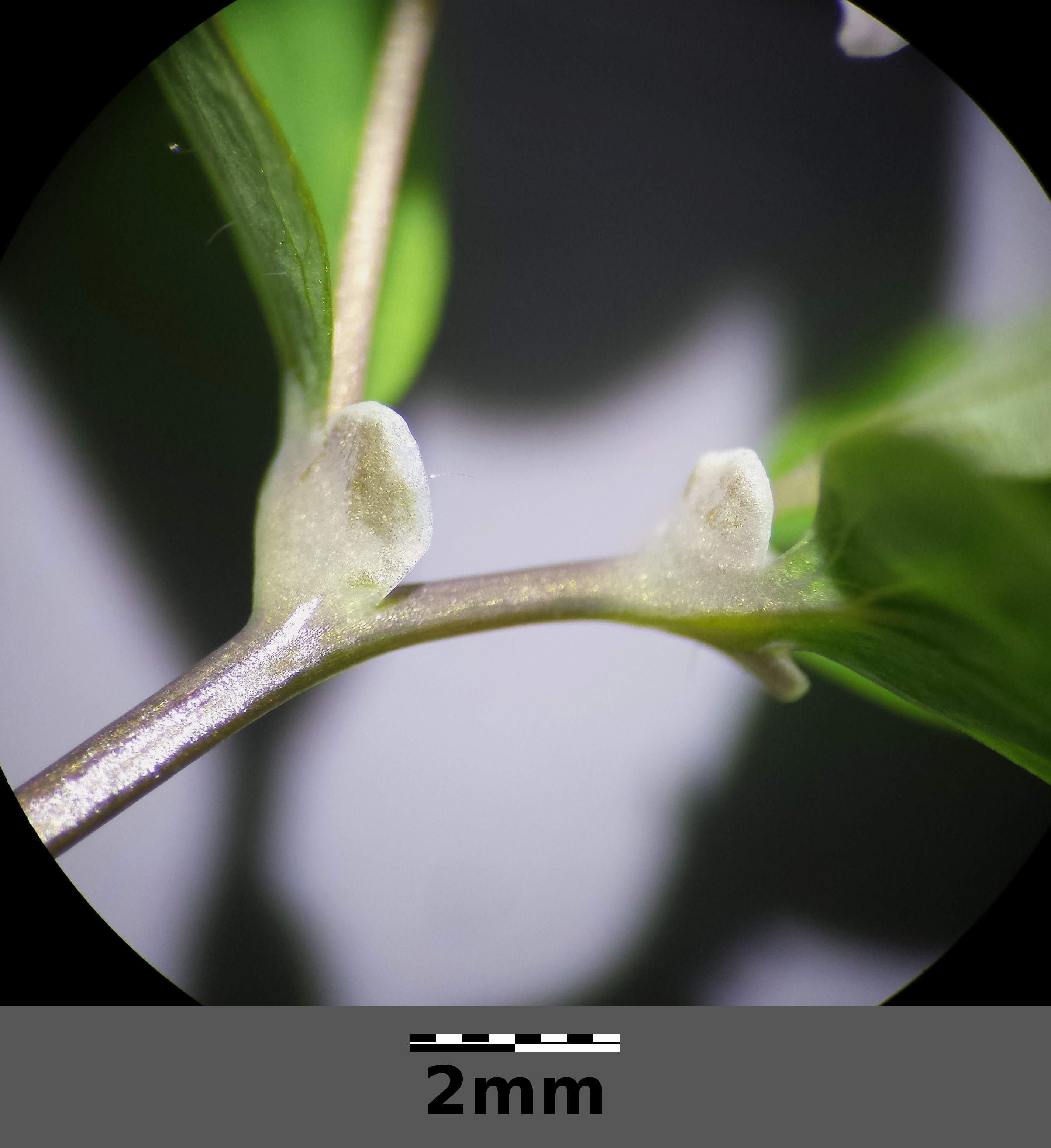
Laubblätter mit weißlichen, scheinbaren Stipeln
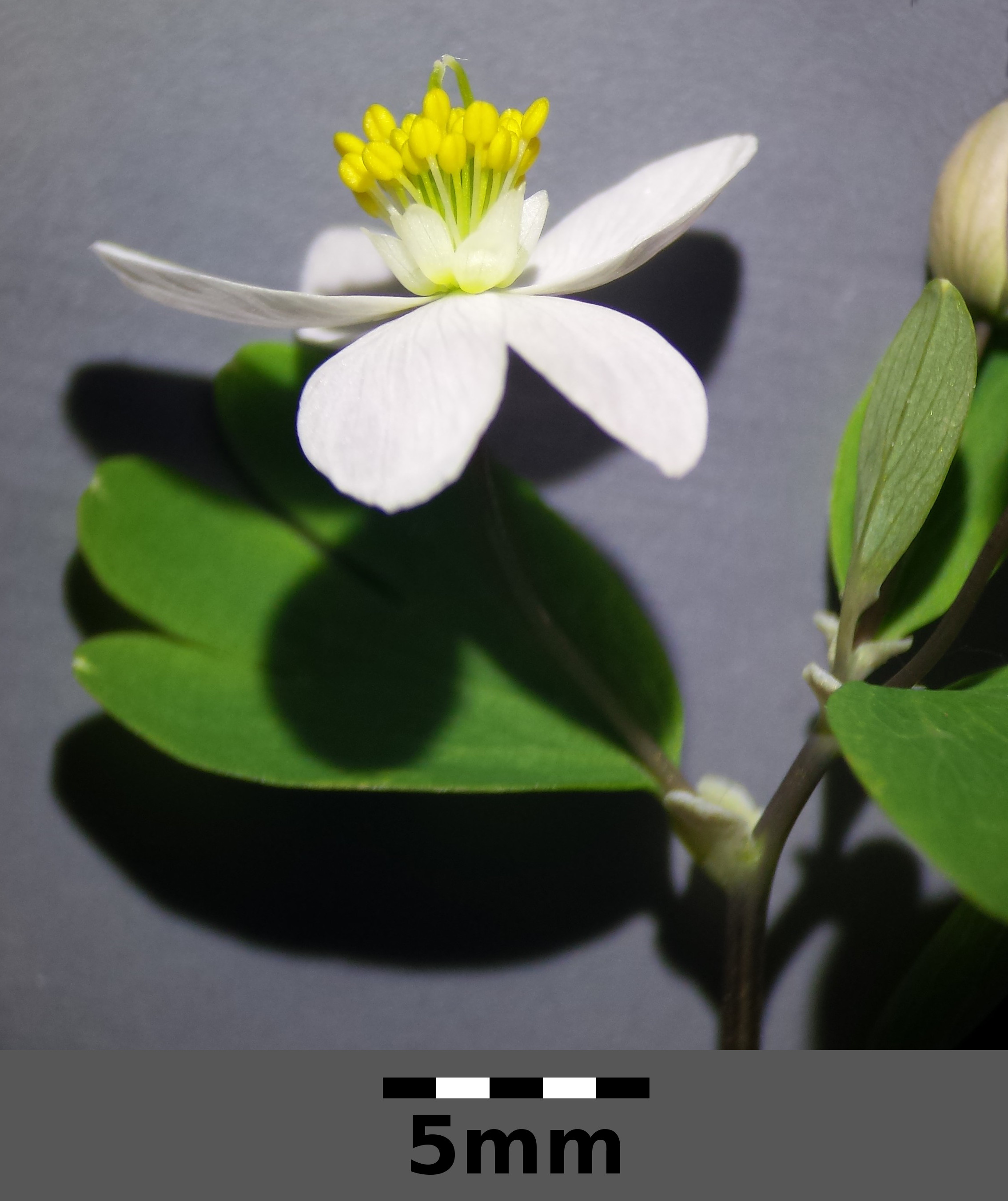
Blüte mit muschelförmigen Nektarblättern
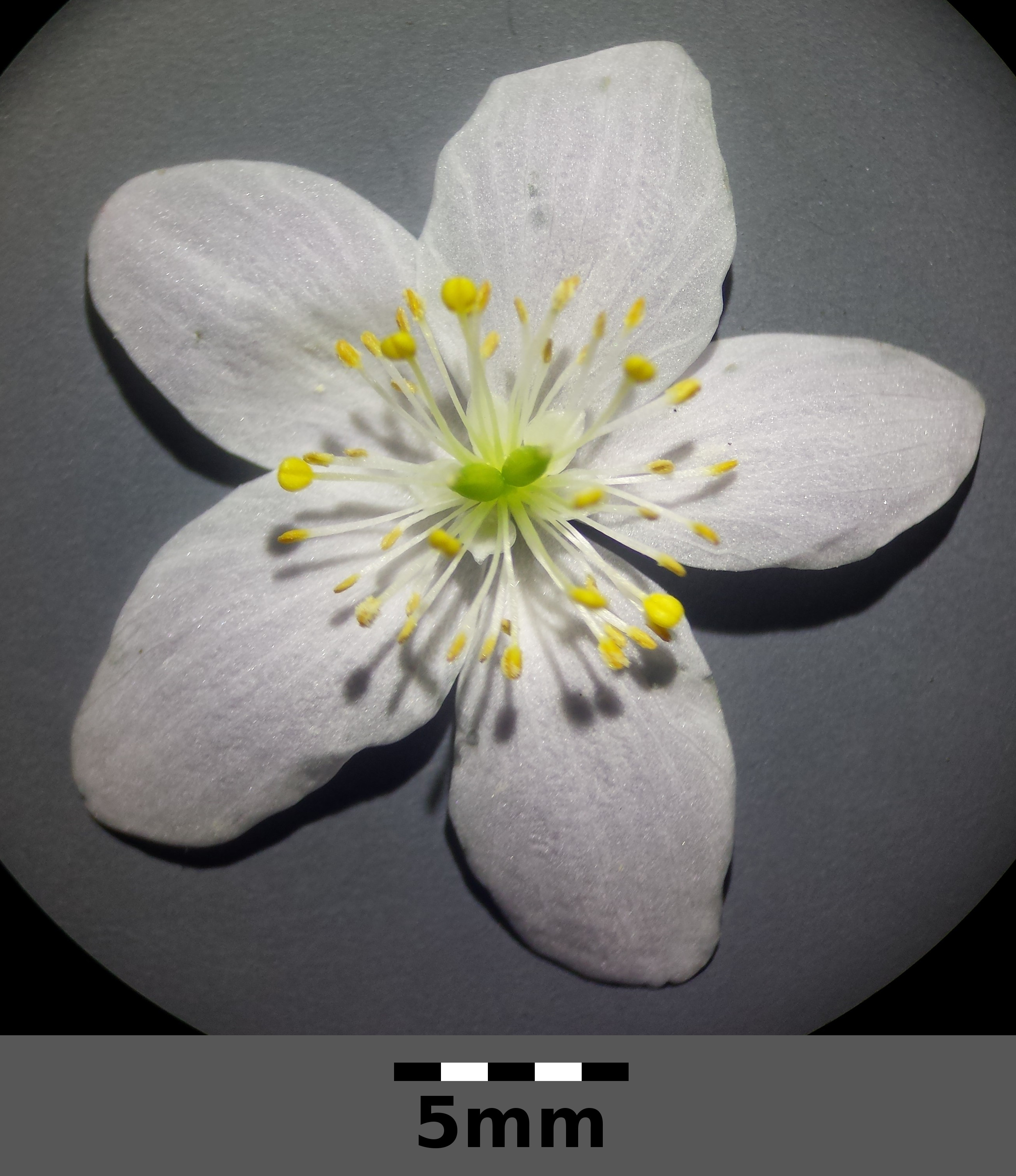
Blüte mit fünf weißen Kronblättern
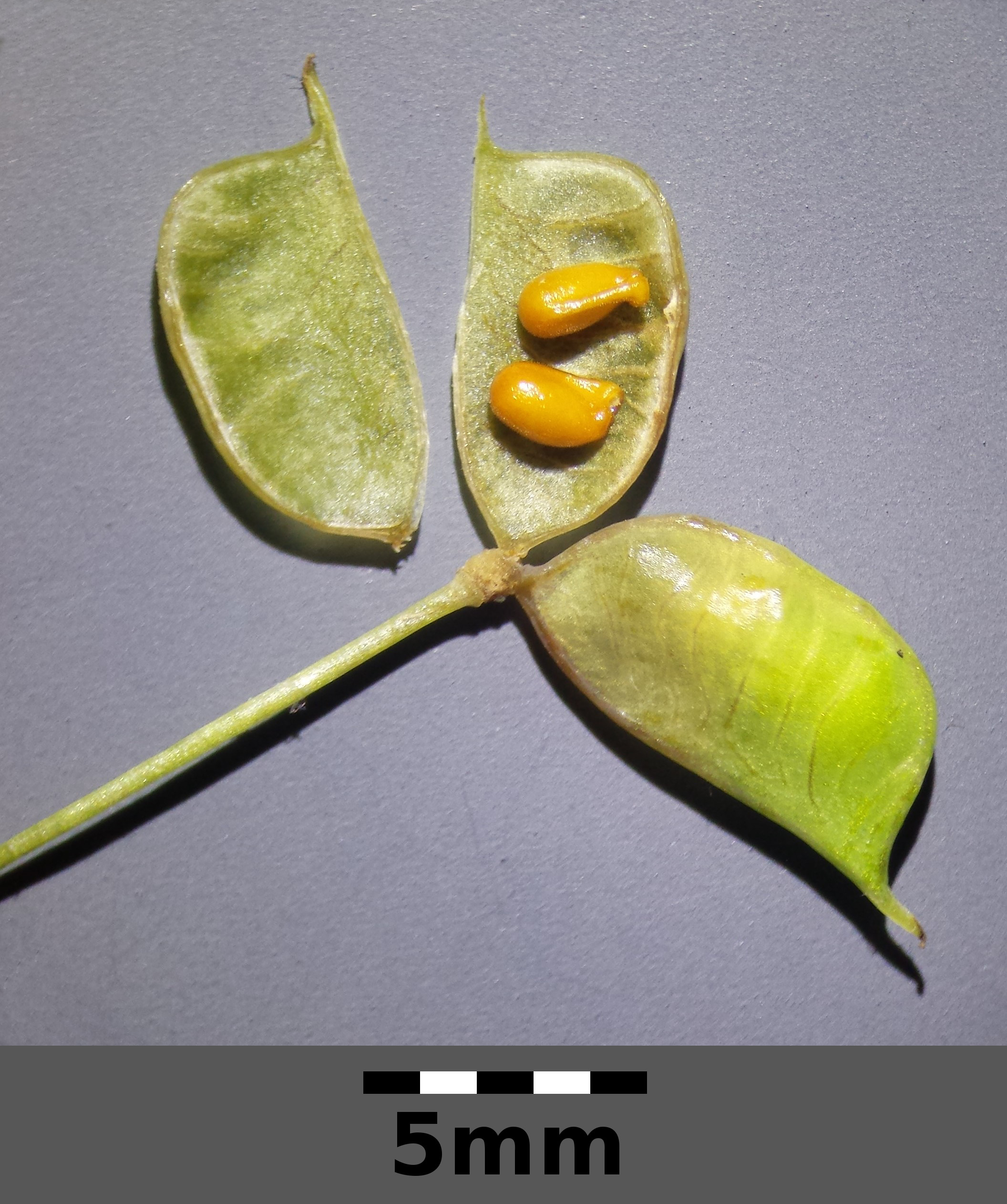
Balgfrüchte, teilweise geöffnet
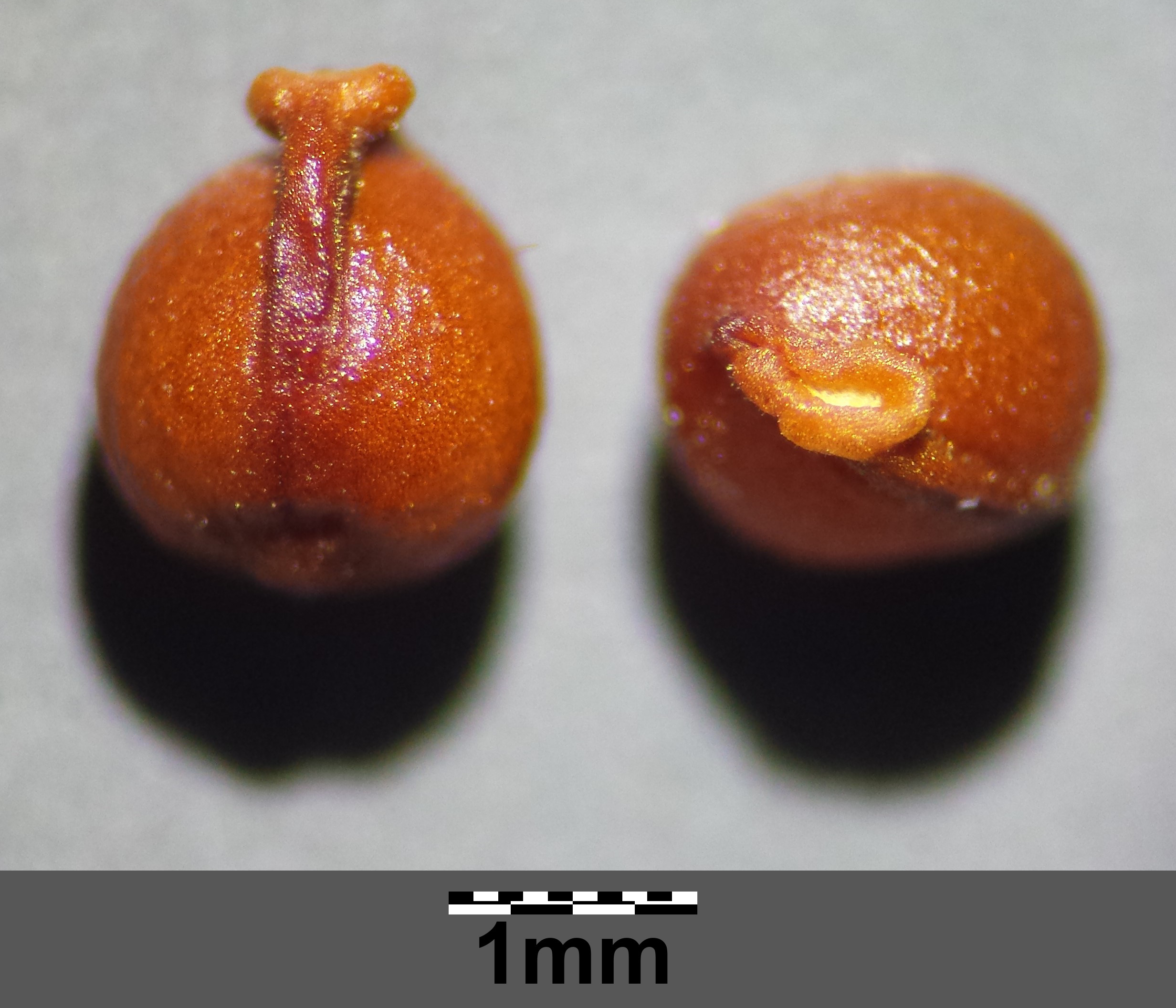
Samen